# Aurora (prowincja)

Aurora

Aurora – prowincja na Filipinach, położona w środkowo-wschodniej części wyspy Luzon. Od wschodu granicę wyznacza Morze Filipińskie, od północy z prowincja Isabela, od wschodu prowincje Quirinio i Nueva Vizcaya i Nueva Ecija, od południa prowincja Quezon. Powierzchnia: 3147,32 km². Liczba ludności: 187 802 mieszkańców (2007). Gęstość zaludnienia wynosi 59,7 mieszk./km². Stolicą prowincji jest Baler.